# Agustín Lagos
Agustín Lagos (La Cañada, Argentina; 9 de octubre de 2001) es un futbolista argentino. Juega de defensor y su equipo actual es Vélez Sarsfield de la Primera División de Argentina.

## Trayectoria
Formado en las inferiores del Atlético Tucumán, Lagos fue promovido al primer equipo en 2019. Debutó en Tucumán el 23 de febrero de 2020 en el empate por 2-2 en casa ante Lanús.
En septiembre de 2021, Lagos sufrió una grave lesión de rodilla que lo dejaría fuera por gran parte de la temporada 2022.
En julio se 2024, el lateral derecho llega al Club Atlético Vélez Sarsfield con un contrato hasta el 31 de diciembre de 2027.

## Estadísticas
Actualizado al último partido disputado el 26 de septiembre de 2022.
| Club                       | Div.          | Temporada     | Liga  | Liga  | Copas nacionales | Copas nacionales | Copas internacionales | Copas internacionales | Total | Total |
| Club                       | Div.          | Temporada     | Part. | Goles | Part.            | Goles            | Part.                 | Goles                 | Part. | Goles |
| -------------------------- | ------------- | ------------- | ----- | ----- | ---------------- | ---------------- | --------------------- | --------------------- | ----- | ----- |
| Atlético Tucumán Argentina | 1.ª           | 2019-20       | 1     | 0     | 0                | 0                | —                     | —                     | 1     | 0     |
| Atlético Tucumán Argentina | 1.ª           | 2020-21       | 1     | 0     | 1                | 0                | 1                     | 0                     | 3     | 0     |
| Atlético Tucumán Argentina | 1.ª           | 2021          | 15    | 0     | 0                | 0                | —                     | —                     | 15    | 0     |
| Atlético Tucumán Argentina | 1.ª           | 2022          | 1     | 0     | 0                | 0                | —                     | —                     | 1     | 0     |
| Atlético Tucumán Argentina | 1.ª           | 2023          | 0     | 0     | 0                | 0                | —                     | —                     | 0     | 0     |
| Atlético Tucumán Argentina | Total club    | Total club    | 18    | 0     | 1                | 0                | 1                     | 0                     | 20    | 0     |
| Total carrera              | Total carrera | Total carrera | 18    | 0     | 1                | 0                | 1                     | 0                     | 20    | 0     |

## Palmarés

### Títulos nacionales
| Título           | Club            | País      | Año  |
| ---------------- | --------------- | --------- | ---- |
| Primera División | Vélez Sarsfield | Argentina | 2024 |